# 藏南百蕊草
藏南百蕊草（学名：Thesium emodi），为檀香科百蕊草属下的一个植物种。